# Pinocchio chiò/La pantofola
Pinocchio chiò/La pantofola è un singolo di Pippo Franco, pubblicato dalla Dischi Ricordi nel 1984.

## Pinocchio chiò
Pinocchio chiò è un brano musicale scritto da Demcek, pseudonimo di Massimo Di Cicco, Maria Piera Bassino, Romano Musumarra e lo stesso Pippo Franco, su arrangiamenti di Romano Musumarra.
Il singolo ottenne un buon successo, raggiungendo il picco massimo della dodicesima posizione dei singoli più venduti, divenendo il settantanovesimo singolo più venduto in Italia del 1984.
La canzone fu lodata dalla critica, in quanto il testo, apparentemente leggero, nascondeva un messaggio positivo, ovvero quello di accettarsi e amarsi nonostante i propri difetti.

## La pantofola
La pantofola è la canzone pubblicata sul lato B del singolo, scritta dagli stessi autori.

## Edizioni
Il singolo fu pubblicato in Italia su 45 giri con numero di catalogo SRL 11000 su etichetta Ricordi.